# Archivio microfilmato della stampa di lingua tedesca
L'archivio microfilmato della stampa di lingua tedesca (Mikrofilmarchiv der deutschsprachigen Presse, abbreviato MFA) è un'associazione fondata nel 1965 con l'intenzione di archiviare la stampa di lingua tedesca, in particolare giornali, in forma di microfilm. La sua sede si trova a Dortmund. Collabora strettamente con l'Istituto di Ricerca per Giornali (Institut für Zeitungsforschung) a Dortmund.